# Rhodopis (geslacht)
Rhodopis is een geslacht van vogels uit de familie kolibries en de geslachtengroep Mellisugini (bijkolibries). Het geslacht kent één soort:
- Rhodopis vesper  – Atacamakolibrie